# AS Renaissance
Association Sportive Renaissance de Niamey, auch als AS Renaissance bekannt, ist ein nigrischer Fußballverein mit Sitz in der Hauptstadt Niamey. Aktuell spielt der Verein in der ersten Liga.

## Erfolge
- Ligue Nationale: 2022/23 (Gruppe A)  ▲

## Stadion
Der Verein trägt seine Heimspiele im Stade Municipal de Niamey in Niamey aus.